# McKim, Mead & White
«Макким, Мид энд Уайт» (англ. McKim, Mead, and White) — американская архитектурная фирма, одна из крупнейших и наиболее влиятельных в США на рубеже XIX и XX веков.

## История

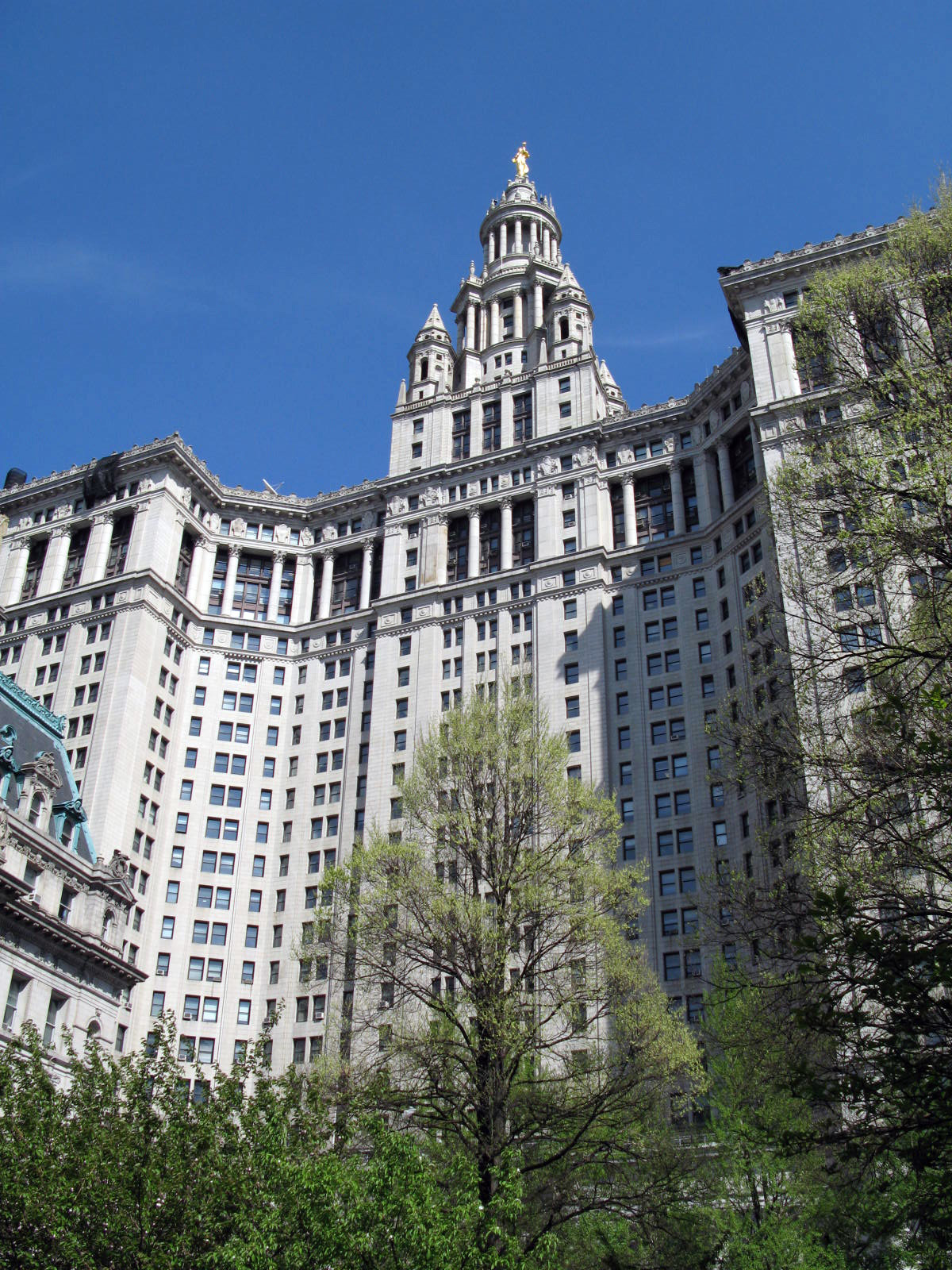
Муниципальное здание Манхэттена, построено в 1912 году

Партнёрами-основателями фирмы были Чарльз Макким (1847—1909), Уильям Ратерфорд Мид (1846—1928) и Стэнфорд Уайт (1853—1906).
Макким и Уайт вместе работали на Генри Гобсона Ричардсона. В 1872 году Макким и Мид основали свою фирму, в 1879 году к ним присоединился Уайт. Офис компании располагался в Нью-Йорке. Архитектурный стиль фирмы отличался точным подражанием историческим формам, элегантностью и большим вниманием к интерьерам. Фирма оказала значительное влияние на распространение стиля бозар в Соединённых Штатах. По словам Роберта Стерна, только Фрэнк Ллойд Райт был более важен для самобытности и характера современной американской архитектуры.
После смерти последнего из основателей в 1928 году фирма сохраняла оригинальное название до 1961 года, когда была переименована в «Стейнман, Кэйн и Уайт». В 1971 году она сменила название на «Уокер О. Кейн и компаньоны».

## Объекты

### США

Арка в Вашингтон-Сквер-парке

#### Город Нью-Йорк
- Арка в Вашингтон-Сквер-парке
- Нью-Йорк Геральд
- Бруклинский музей
- Кампус University Heights Нью-Йоркского университета, включая Зал славы великих американцев
- Кампус Колумбийского университета в Морнингсайд-Хайтс
- Перистиль, Парадное место и Памятник Мэриленду на Смотровом холме, гранитные светильники Park Circle, мост Лаллуотер в Проспект-парке
- Библиотека и музей Моргана
- 11 филиалов Нью-Йоркской публичной библиотеки
- Муниципальное здание Манхэттена
- Отель Пенсильвания
- Отель Савой-Плаза Хотел
- Лиггетт-Холл[англ.] на Губернаторском острове
- Несколько зданий Института Пратта

#### Новая Англия и штат Нью-Йорк
- Летнее поместье Сайруса Маккормика
- Старый зал общества «Волчья голова» Йельского университета
- Ворота Johnston Gate в парке кампуса Гарвардского университета в Кембридже
- Fayerweather Hall, Little Red Schoolhouse — Амхерстский колледж
- Walker Art Building — Боудин-колледж
- Бостонская публичная библиотека
- Капитолий штата Род-Айленд
- Rockefeller Hall — Брауновский университет
- Портик Плимутского камня
- Foster Hall — Университет штата Нью-Йорк в Буффало
- Гарвардская школа бизнеса
- Часовня Ira Allen — Вермонтский университет
- Мемориальная библиотека Olin — Уэслианский университет
- Мемориальная часовня — Юнион-колледж
- Музей Джорджа Истмана
- Ballou Hall — Университет Тафтса

#### Другие локации
- Ворота FitzRandolph, здание клуба Cottage — Принстонский университет
- Западное и восточное крылья Белого дома[2]
- Сельскохозяйственное здание на Всемирной выставке
- Old Cabell Hall, Cocke Hall и Rouss Hall — Виргинский университет
- English Building — Иллинойсский университет в Урбане-Шампейне
- Cohen Memorial Hall — Вандербильтский университет
- Chittenden Hall — Вермонтский университет
- Dietrich Hall — Пенсильванский университет
- Университет Северной Каролины в Чапел-Хилле[3]

### Другие страны
- Банк Монреаля
- Американская академия в Риме
- Отель Насьональ де Куба

Некоторые проекты
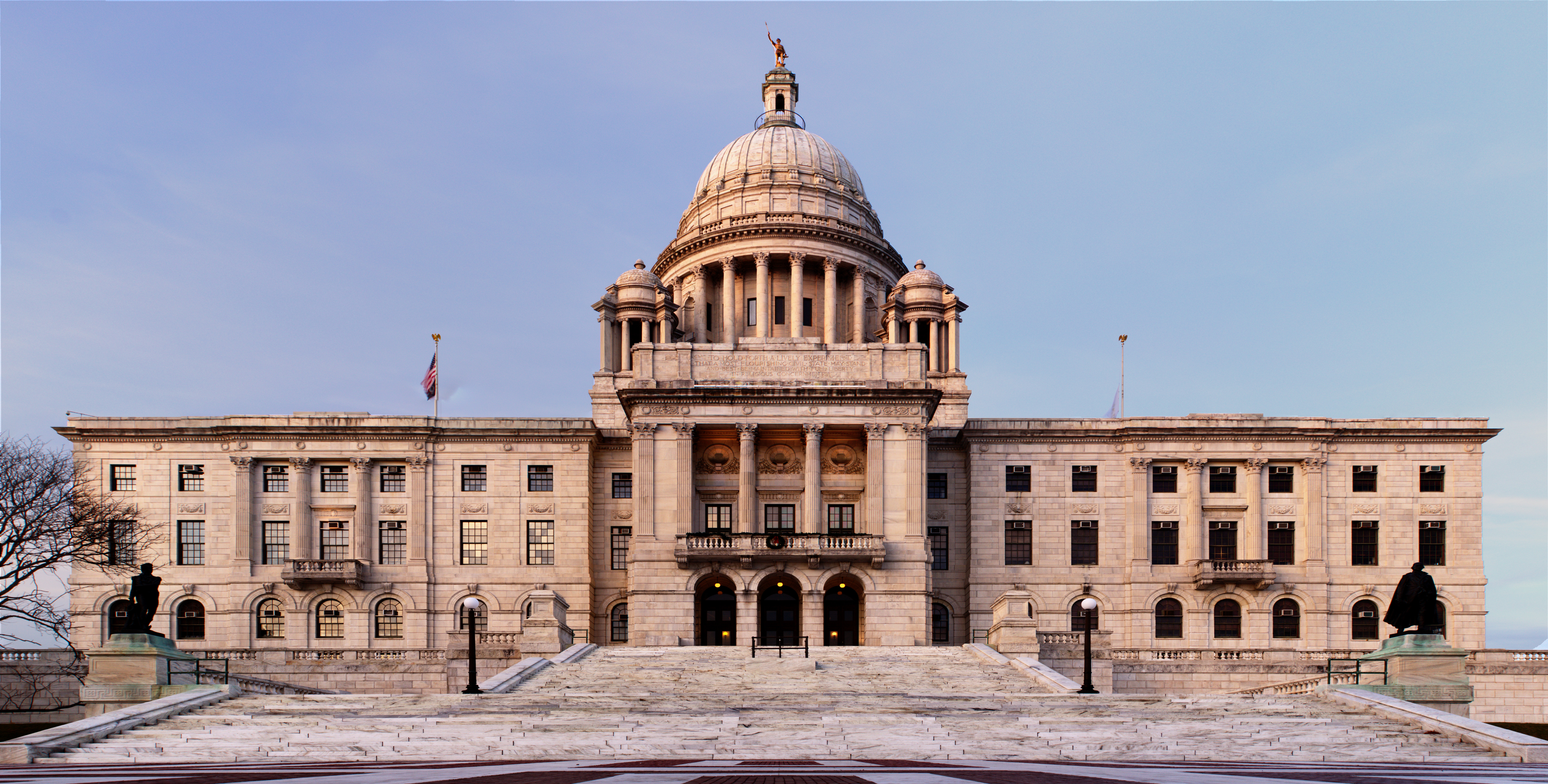
Капитолий штата Род-Айленд
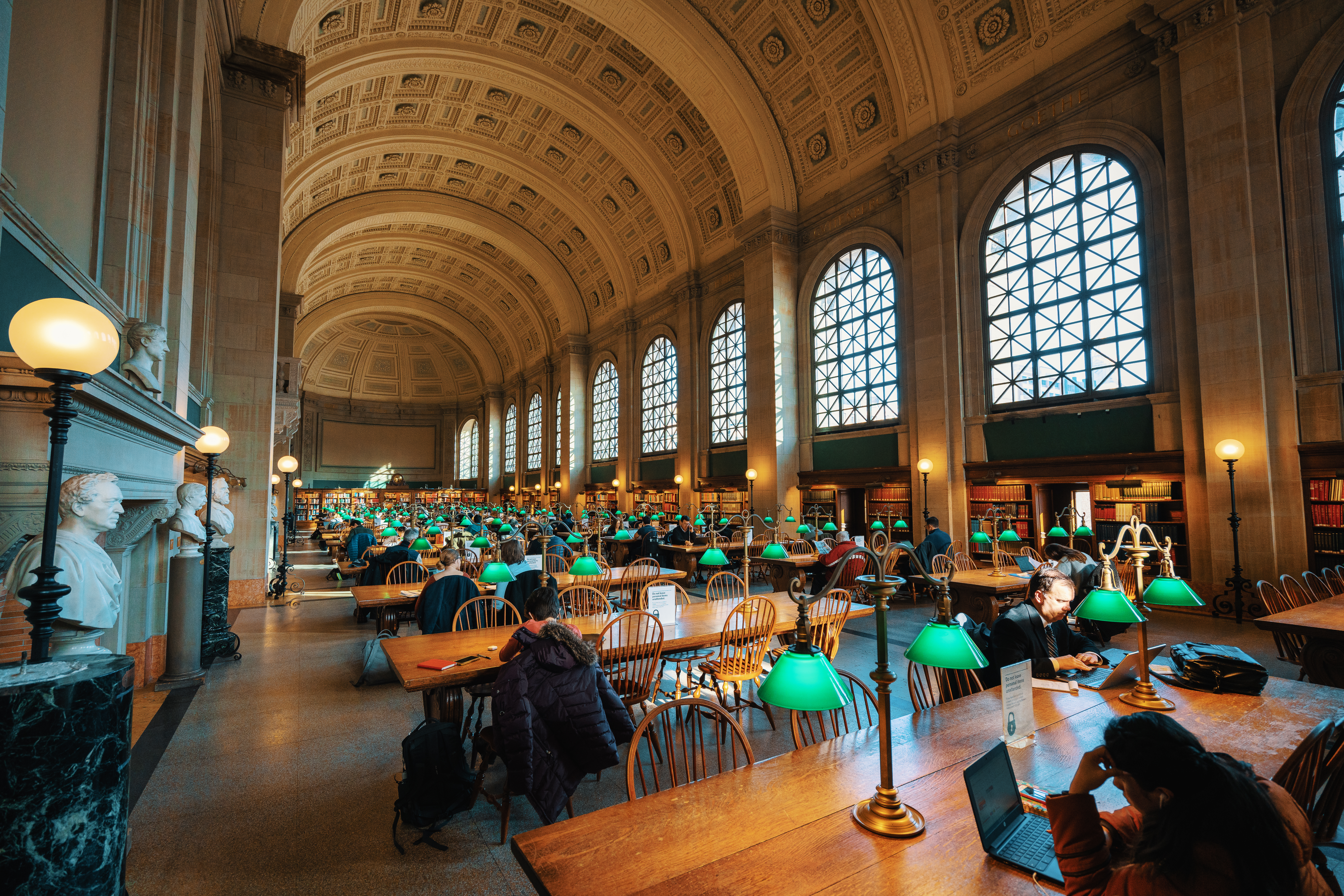
Бостонская публичная библиотека
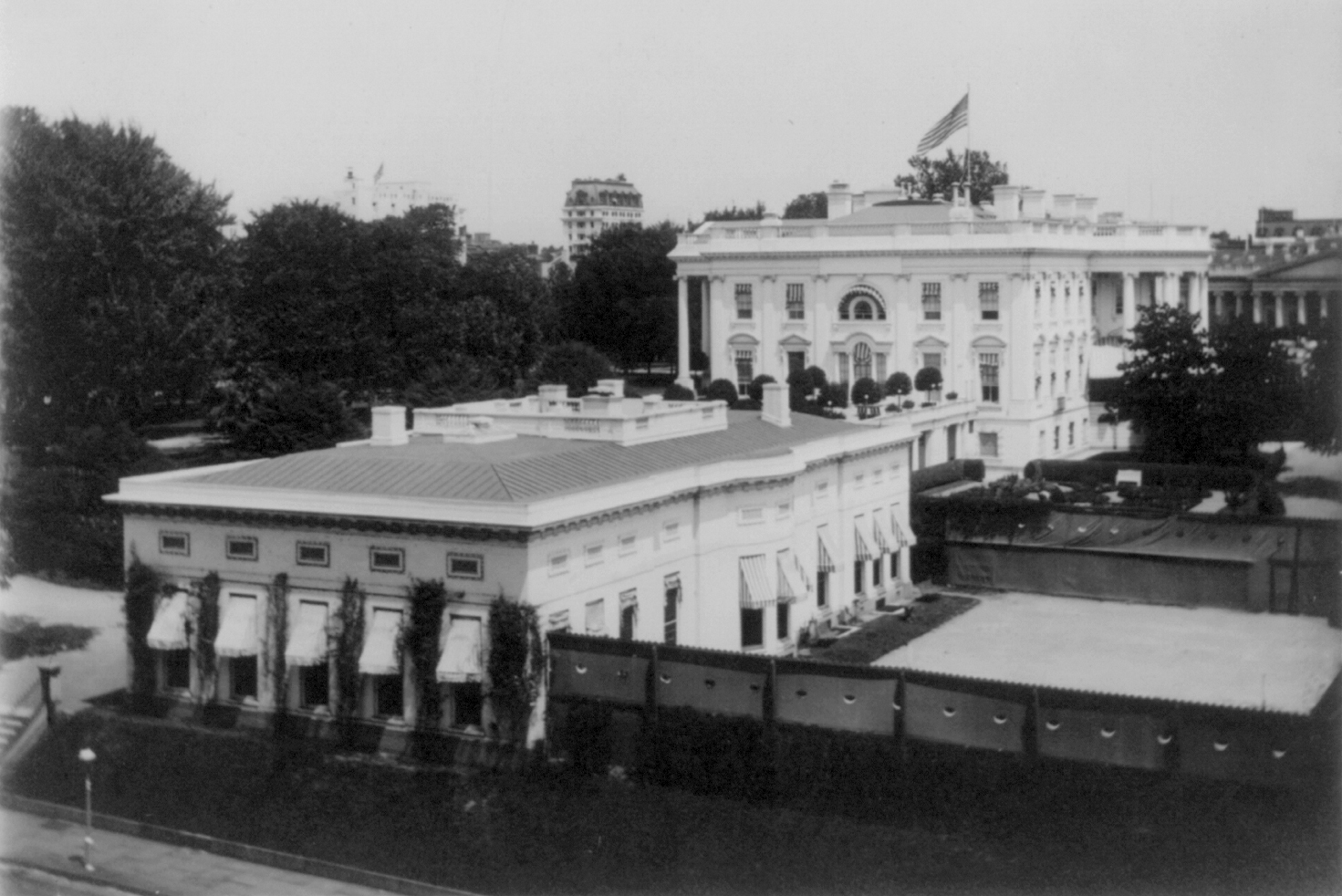
Белый дом и теннисный корт
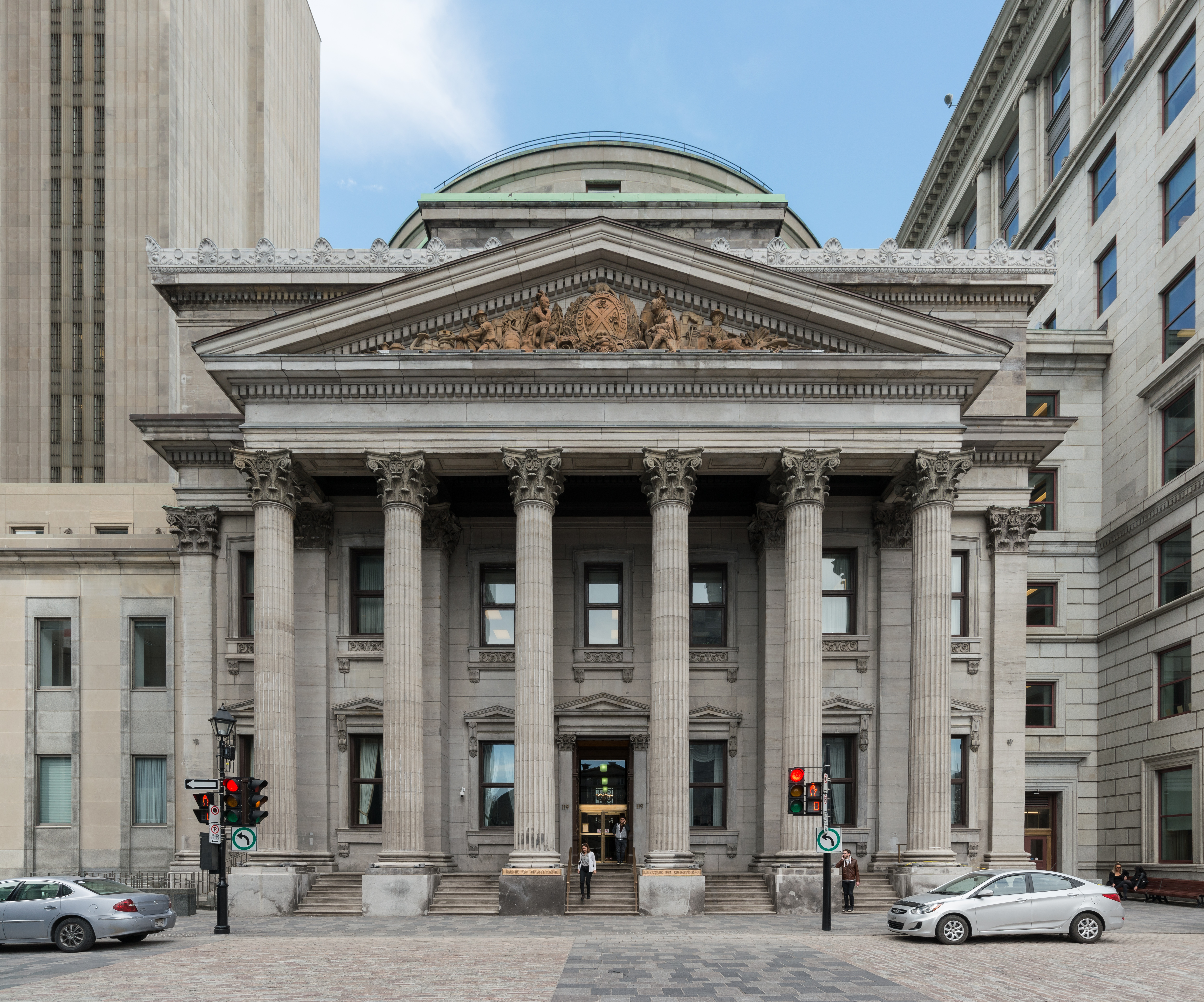
Головной офис Банка Монреаля

## Известные архитекторы, работавшие в McKim, Mead & White
- Кэсс Гильберт — работал в фирме до 1882 года, позже спроектировал много знаменитых строений, например, мост Джорджа Вашингтона и Вулворт-билдинг
- Джон Мид Хауэллс